# Divizia Națională 2016-2017
La Divizia Națională 2016-2017 è la 26ª edizione della massima serie del campionato moldavo di calcio. La stagione è iniziata nel luglio 2016 e si è conclusa nel maggio 2017. Lo Sheriff Tiraspol ha vinto il campionato per la quindicesima volta nella sua storia.

## Stagione

### Novità
Dalla Divizia A 2015-2016 è stato promosso l'Ungheni, quarto classificato.

### Formato
Le 10 squadre si affrontano in gironi di andata-ritorno-andata, per un totale di 27 giornate. La squadra campione di Moldavia si qualifica al secondo turno della UEFA Champions League 2017-2018, la seconda e la terza classificata si qualificano al primo turno della UEFA Europa League 2017-2018, mentre l'ultima classificata retrocede direttamente in Divizia A.

## Squadre partecipanti
| Club               | Città        | Stadio                      | Stagione 2015-2016             |
| ------------------ | ------------ | --------------------------- | ------------------------------ |
| Academia Chișinău  | Chișinău     | Stadio CPSN                 | 9º posto in Divizia Națională  |
| Dacia Chișinău     | Chișinău     | Stadio Moldova (Speia)      | 2º posto in Divizia Națională  |
| Dinamo-Auto        | Tiraspol     | Dinamo-Auto Stadia          | 5º posto in Divizia Națională  |
| Milsami Orhei      | Orhei        | Stadio CSR Orhei            | 6º posto in Divizia Națională  |
| Zarea Bălți        | Bălți        | Stadio Olimpia Bălți        | 4º posto in Divizia Națională  |
| Petrocub Hîncești  | Hîncești     | Stadio Orăşenesc Hîncești   | 8º posto in Divizia Națională  |
| CF Ungheni         | Ungheni      | Stadio Ungheni              | 4º posto in Divizia A          |
| Saxan              | Ceadîr-Lunga | Stadio Zentral Ceadir-Lunga | 10º posto in Divizia Națională |
| Sheriff Tiraspol   | Tiraspol     | Sheriff Stadium             | Campione di Moldavia           |
| Speranța Nisporeni | Nisporeni    | Stadio Orăşenesc Nisporeni  | 7º posto in Divizia Națională  |
| Zimbru Chișinău    | Chișinău     | Zimbru Stadium              | 3º posto in Divizia Națională  |

## Classifica
|  | Pos. | Squadra            | Pt | G  | V  | N  | P  | GF | GS | DR  |
|  | ---- | ------------------ | -- | -- | -- | -- | -- | -- | -- | --- |
|  | 1.   | Sheriff Tiraspol   | 69 | 30 | 22 | 3  | 5  | 71 | 15 | +56 |
|  | 2.   | Dacia Chișinău     | 69 | 30 | 22 | 3  | 5  | 54 | 15 | +39 |
|  | 3.   | Milsami Orhei      | 68 | 30 | 22 | 2  | 6  | 57 | 20 | +37 |
|  | 4.   | Zarea Bălți        | 65 | 30 | 20 | 5  | 5  | 56 | 21 | +35 |
|  | 5.   | Zimbru Chișinău    | 46 | 30 | 13 | 7  | 10 | 32 | 29 | +3  |
|  | 6.   | Petrocub Hîncești  | 34 | 30 | 8  | 10 | 12 | 31 | 38 | -7  |
|  | 7.   | Speranța Nisporeni | 29 | 30 | 7  | 8  | 15 | 24 | 35 | -11 |
|  | 8.   | Academia Chișinău  | 27 | 30 | 8  | 3  | 19 | 21 | 52 | -31 |
|  | 9.   | Dinamo-Auto        | 23 | 30 | 5  | 8  | 17 | 31 | 58 | -27 |
|  | 10.  | Saxan              | 19 | 30 | 5  | 4  | 21 | 23 | 57 | -34 |
|  | 11.  | CF Ungheni         | 17 | 30 | 4  | 5  | 21 | 19 | 79 | -60 |

Legenda:

      Campione di Moldavia e ammessa alla UEFA Champions League 2017-2018

      Ammesse alla UEFA Europa League 2017-2018

      Retrocesse in Divizia A 2017

## Spareggio scudetto (Meciul de aur)
|                  | Risultati       |                | Luogo e data             |  |
| ---------------- | --------------- | -------------- | ------------------------ |  |
| Sheriff Tiraspol | 1 - 1 (3-0 dtr) | Dacia Chișinău | Chișinău, 30 maggio 2017 |  |

## Statistiche

### Classifica marcatori
| Gol |  |  | Giocatore          | Squadra            |
| --- |  |  | ------------------ | ------------------ |
| 15  |  |  | Ricardinho         | Sheriff Tiraspol   |
| 12  |  |  | Josip Brezovec     | Sheriff Tiraspol   |
| 9   |  |  | Cheick Alan Diarra | Dacia Chișinău     |
| 9   |  |  | Sergiu Plătică     | Speranța Nisporeni |
| 8   |  |  | Igor Bugaiov       | Zarea Bălți        |
| 8   |  |  | Octavian Onofrei   | Dinamo-Auto        |
| 7   |  |  | Igor Banović       | Milsami Orhei      |
| 7   |  |  | Maksym Feščuk      | Dacia Chișinău     |

## Verdetti
- Sheriff Tiraspol campione di Moldavia ed ammesso al secondo turno preliminare di UEFA Champions League 2017-2018.
- Dacia Chișinău, Milsami Orhei e Zarea Bălți ammesse al primo turno preliminare di UEFA Europa League 2017-2018.
- Academia Chișinău e Saxan non iscritte alla stagione successiva.
- CF Ungheni retrocesso in Divizia A.